# Arctodus simus
Arctodus simus, en numera utdöd björnart och den största som levt på jorden, såvitt man känner till. Den kunde nå en mankhöjd på 1,5 meter och vara 3.5 meter hög då den reste sig på bakbenen. Kroppsbyggnaden var betydligt slankare än dagens brunbjörnar och vikten tros kunnat ligga omkring ett ton. Tack vare sin slanka kroppsbyggnad och långa ben var den väl anpassad för löpning och tros kunnat springa lika fort som en häst.
Arctodus simus var det dominerande rovdjuret i Nordamerika från 1 miljon år sedan fram till det att den dog ut för ca 9 000 år sedan. Då denna tidpunkt sammanfaller relativt väl med människans intåg på den amerikanska kontinenten har det spekulerats i huruvida jakt på björnarna och deras bytesdjur bidrog till dess utrotning. Å andra sidan har det framförts teorier om att det var närvaron av den skräckinjagande Arctodus simus som fördröjde koloniseringen av Amerika ända tills för 12 000 år sedan.
På sistone har en intressant, men relativt spekulativ, teori framförts om att Arctodus fortfarande skulle existera i avlägsna områden av Kamtjatkahalvön i östra Sibirien. Detta bygger på lokalbefolkningens historier om en björngud, mycket större än alla andra björnar, och på vittnesuppgifter om enorma björnar och björnspår. Något påtagligt bevis för Arctodus fortbestånd har dock än så länge inte presenterats.
Först trodde man att björnen var ett superrovdjur eftersom isotoptester visar att den åt allting, men de senaste rönen tyder på att den var en asätare som använde sin storlek för att skrämma bort andra rovdjur från deras byten, och att den i likhet med grottbjörnar och moderna björnar var allätare.  